# المرر (قبيلة)
المرر هي قبيلة من الإمارات العربية المتحدة، وهم جزء من حلف بنو ياس.
شكلوا جزءًا من الاتحاد القبلي الذي جمعه زايد بن خليفة آل نهيان، وزايد الكبير، من أبو ظبي. في عام 1890، في عهد زايد، المرر والمناصير، شاركت القبائل في سلسلة من الغارات على الساحل بين أبو ظبي ودبي، حيث استولت على 400 جمل و100 حصان.
استقر المرر أيضًا في دبي وتحت حكم الشيخ راشد بن مكتوم في دبي، في عام 1891، أنهى حوالي 400 رجل من المرر، الذين يعتبرون أنفسهم يعاملون معاملة سيئة على يد راشد، موسم صيد اللؤلؤ بالإبحار بقواربهم. إلى الشارقة واستقر فيها بعد ذلك. أدى هذا الإجراء إلى ثلاث سنوات من المفاوضات المريرة، التي تحكيم فيها المقيم البريطاني، لتسوية المطالبات المالية والمطالبات المضادة التي أدت إلى عدد من النزاعات الإضافية على الأراضي.
بحلول مطلع القرن التاسع عشر، كان المرر متواجدين في الشارقة، أبو ظبي ودبي بالإضافة إلى ليوا، مع 200 منزل في الليّة منطقة الشارقة (اليوم موطن محطة توليد الكهرباء الرئيسية ومحطة تحلية المياه في الشارقة)، 40 في أبو ظبي و30 في دبي. يتألف البدو المرر من حوالي 70 عائلة في ليوا، حيث تربطهم صلات وثيقة بقبيلة المزاريع، بينما كان سكان المرر الذين في المدن يمتهنون صيد اللؤلؤ.

## النسب
مرّة بن علي بن سالم بن منيف بن جابر بن علي بن يام بن يصبا بن دافع بن مالك بن جشم بن حاشد بن جشم بن خيوان بن نوف بن همدان بن مالك بن زيد بن أوسلة بن ربيعة بن الخيار بن مالك بن زيد بن كهلان بن سبأ بن يشجب بن يعرب بن قحطان. ويُنسب المرر تحديدًا إلى البحيح بن بشر بن جابر بن سعيد بن شبيب بن مرّة، وذلك وفقًا لما رواه الشيخ محمد بن سعيد بن غباش المرر.
كما توجد آراء أخرى حول نسب المرر، منها:
- مرّة بن عوف بن سعد بن ذبيان بن بغيض بن ريث بن غطفان بن سعد بن قيس عيلان بن مضر بن نزار بن معد بن عدنان.[10]
- مرة بن نهد بن زيد بن ليث بن سُود بن أسلم بن الحافي بن قضاعة.[11]
- مرّة بن عامر بن الحارث بن أنمار بن عمرو بن وديعة بن لكيز بن أفصى بن عبدالقيس بن أفصى بن دعمي بن جديلة بن أسد بن ربيعة بن نزار بن معد بن عدنان.
- مرّ بن إد بن طابخة بن إلياس بن مضر بن نزار بن معد بن عدنان.
- مرّة بن الربعة بن جهينة بن زيد بن ليث بن سود بن أسلم بن الحاف بن قضاعة.
- مروان بن الحكم بن عمرو بن أمية بن عبد شمس بن عبد مناف بن قصي بن كلاب بن مرّة بن كعب بن لؤي بن غالب بن فهر بن مالك بن النضر بن كنانة بن خزيمة بن مدركة بن إلياس بن مضر بن نزار بن معد بن عدنان.

## شخصيات بارزة
الشيخ راشد بن سعيد آل مكتوم والدة الشيخة حصة بنت المر بن حريز الفلاسي، كانت من المرر، وكذلك زوجته الشيخة لطيفة بنت حمدان آل نهيان ابنة حاكم أبو ظبي الشيخ حمدان بن زايد آل نهيان. كانت لطيفة قد هربت إلى دبي من أبو ظبي مع والدتها عندما قُتل والدها. وهي والدة حاكم دبي الحالي محمد بن راشد آل مكتوم. توفيت مريم، ابنة حمدان الأخرى، في نوفمبر 2020.
المنطقة الواقعة في ديرة في دبي والتي استوطنها المرار تقليديا تحمل اليوم اسمهم، والذي يُترجم بشكل مختلف إلى المرر وأيضا بشكل شائع المرر.
ينتمي الملياردير الإماراتي خلف أحمد الحبتور، مؤسس مجموعة الحبتور، إلى قبيلة المرر
محمد بن سعيد بن غباش المري، فقيه حنبلي إماراتي (1317 هـ – 1388 هـ)
مانع سعيد العتيبة، شاعر اماراتي